# Mein Schulfreund
Mein Schulfreund ist eine deutsche Filmkomödie von Robert Siodmak aus dem Jahr 1960. Sie entstand nach dem Theaterstück Der Schulfreund von Johannes Mario Simmel.

## Inhalt
München im Jahr 1944: Der Geldbriefträger Ludwig Fuchs hat gerade miterlebt, wie der Freund seiner Tochter bei einem Luftangriff ums Leben gekommen ist. Seine Wohnung ist zerstört, und der tägliche Bombenalarm raubt die letzten Kräfte. So schreibt er einen Brief an Hermann Göring und bittet ihn, den sinnlosen und sowieso schon verlorenen Krieg endlich zu beenden. Göring und er waren früher Schulfreunde. Der Brief wird in Görings Vorzimmer von Hauptmann Sander und Hauptmann Kühn geöffnet und Ludwig daraufhin als „Politischer“ verhaftet und später zum Psychiater geschickt. Obwohl Professor Strohbach ihn als vollkommen gesund einstuft, wird Ludwig auf Geheiß Görings für unzurechnungsfähig erklärt, da ihn nur dies vor der Hinrichtung bewahren kann. Strohbach stellt die nun falsche Diagnose, woraufhin sein ihm untergebener Kollege Dr. Lerch offizielle Beschwerde gegen Strohbach einreicht. Als „Geisteskranker“ darf Ludwig nun nicht mehr als Geldbriefträger arbeiten.
Der Krieg ist vorbei, und Ludwig will die damals falsche Diagnose aufheben lassen und wieder arbeiten, schließlich ist er in Wirklichkeit vollkommen gesund. Ein erstes neues Gutachten scheitert daran, dass der unerfahrene Psychiater die Diagnose des ausgewiesenen Fachmanns Professor Strohbach sich nicht infragezustellen getraut. Ludwig braucht nun einen Zeugen, der in den damaligen Fall verwickelt war. Göring ist tot, und Strohbach wurde in der Amerikanischen Besatzungszone zu zehn Jahren Haft verurteilt, weil er zahlreiche Anträge auf Sterilisation Geisteskranker, die Dr. Lerch gestellt hatte, als sein Vorgesetzter unterzeichnen musste. Er weigert sich, in Ludwigs Fall auszusagen, weil er jede Aussage unterzeichnen müsse, dies aber nach seinen Erfahrungen nicht mehr könne. Weitere Jahre vergehen. Dr. Lerch kehrt aus sowjetischer Kriegsgefangenschaft heim und verweigert jede Aussage: Damals hatte er sich gegen Professor Strohbach gestellt und war dafür an die Front strafversetzt worden. Die anschließende Kriegsgefangenschaft machte ihn zu einem Krüppel, sodass er nun keinen Grund sieht, die Sache, für die er so sehr büßen musste, zu widerrufen. Hauptmann Sander, der damals Görings Intervenierungsschreiben überbracht hatte und die wahren Verhältnisse kennt, würde Ludwig gerne helfen, doch verstirbt er plötzlich kurz vor seiner Aussage. Im Jahr 1958 ist Ludwig dem Selbstmord nahe, da selbst Sanders Arbeitskollege Kühn nicht helfen will: Obwohl er die Wahrheit kennt, will er seine eigene Stellung nicht mit einer Diskussion um seine damals hohe Position im NS-Machtapparat gefährden und gibt vor, Ludwigs Fall nicht zu kennen. Zusammen mit seiner Tochter nach Amerika ausreisen kann Ludwig auch nicht, da das Land keine psychisch Erkrankten einreisen lässt.
Erst Ludwigs Rechtsanwalt findet die Lösung: Ludwig spielt auf seiner Poststelle tatsächlich verrückt, verschüttet Tinte und zerstört Scheiben. Er wird verhaftet und – nachdem der Anwalt das Attest aus dem Jahr 1944 vorgelegt hat – neu untersucht. Die Untersuchung ergibt eine vollkommene geistige Gesundheit. Die Post zahlt ihm den entgangenen Lohn seit 1944 nach, und doch bleibt ein Wermutstropfen: Ludwig kann auch jetzt nicht seine Tochter in Amerika besuchen, da er nun vorbestraft ist und deshalb kein Visum erhält.

## Produktion
Der Film wurde von der Produktionsfirma KG DIVINA-FILM GmbH & Co. hergestellt. Die Firma gehörte Ilse Kubaschewski, die zugleich Inhaberin des Erstverleihs Gloria-Film GmbH & Co. Filmverleih KG war. 
Mein Schulfreund wurde unter dem Arbeitstitel Der Schulfreund von Januar bis Februar 1960 in den Bavaria Ateliers in München-Geiselgasteig gedreht. 
Die Premiere des Films fand am 22. Juli 1960 im Kölner Capitol statt.

## Kritik
Der Spiegel kritisierte Mein Schulfreund, dessen Inhalt „gerade für einen Kabarett-Sketch ausgereicht hätte“. Simmel und Regisseur Siodmak würden den Inhalt „breitwalzen“, indem sie der „dünne[n] Fabel allerlei Randglossen über Psychopathen, Wirtschaftswundergrößen, US-Einwanderungsbestimmungen und andere Zeitphänomene aufpfropften. Der Held erscheint nun weniger als Opfer der politischen Zeitläufte denn einer Kette dummer Zufälle“. Gesamtgesehen wären vom Film die ersten 60 Minuten besser als der Rest.
Das Lexikon des Internationalen Films bewertete Mein Schulfreund als „zeitkritische[n] Komödienversuch“, der „formal über dem deutschen Durchschnitt“ liegt.
Der Evangelische Film-Beobachter bezeichnet den Film als „Keine gewichtige Tragikomödie, sondern nur eine unausgeglichene Mischung aus Ernst und Ulk.“